# 400 meter för damer vid inomhusvärldsmästerskapen i friidrott 2022
Damernas 400 meter vid inomhusvärldsmästerskapen i friidrott 2022 hölls den 18 och 19 mars 2022 på Štark arena i Belgrad i Serbien. 28 tävlande från 20 nationer deltog. 12 tävlande gick vidare till semifinalerna och därefter sex tävlande till finalen.
Shaunae Miller-Uibo från Bahamas vann guldet efter ett säsongsbästa på 50,31 sekunder. Silvermedaljen togs av nederländska Femke Bol som sprang på 50,57 sekunder och bronset gick till Stephenie Ann McPherson från Jamaica som satte ett nytt nationsrekord på 50,79 sekunder.

## Resultat

### Försöksheat
Kvalificeringsregler: De två första i varje heat 0Q0 samt de 2 snabbaste tiderna 0q0 gick vidare till semifinalerna.
Försöksheaten startade den 18 mars klockan 11:41.
| Placering | Heat | Bana | Namn                      | Nationalitet           | Tid          | Noteringar |
| --------- | ---- | ---- | ------------------------- | ---------------------- | ------------ | ---------- |
| 1         | 2    | 5    | Femke Bol                 | Nederländerna          | 51,48        | 0Q0        |
| 2         | 5    | 2    | Shaunae Miller-Uibo       | Bahamas                | 51,74        | 0Q0, 0SB0  |
| 3         | 1    | 6    | Phil Healy                | Irland                 | 51,75        | 0Q0        |
| 4         | 5    | 5    | Stephenie Ann McPherson   | Jamaica                | 51,86        | 0Q0        |
| 5         | 1    | 5    | Lieke Klaver              | Nederländerna          | 51,96        | 0Q0        |
| 6         | 5    | 6    | Modesta Justė Morauskaitė | Litauen                | 52,11        | 0q0        |
| 7         | 4    | 5    | Natalia Kaczmarek         | Polen                  | 52,22        | 0Q0        |
| 8         | 5    | 4    | Roxana Gómez              | Kuba                   | 52,25        | 0q0, 0SB0  |
| 9         | 4    | 4    | Aliyah Abrams             | Guyana                 | 52,34        | 0Q0        |
| 10        | 3    | 6    | Justyna Święty-Ersetic    | Polen                  | 52,37        | 0Q0        |
| 11        | 4    | 3    | Camille Laus              | Belgien                | 52,51        | 0SB0       |
| 12        | 2    | 6    | Ama Pipi                  | Storbritannien         | 52,53        | 0Q0        |
| 13        | 1    | 4    | Sada Williams             | Barbados               | 52,65        |            |
| 14        | 2    | 3    | Jessica Beard             | USA                    | 52,72        |            |
| 15        | 4    | 6    | Lynna Irby                | USA                    | 52,78        |            |
| 16        | 1    | 3    | Roneisha McGregor         | Jamaica                | 52,89        |            |
| 17        | 3    | 4    | Jessie Knight             | Storbritannien         | 52,93        | 0Q0        |
| 18        | 3    | 5    | Lada Vondrová             | Tjeckien               | 52,94        |            |
| 19        | 1    | 1    | Cátia Azevedo             | Portugal               | 53,01        |            |
| 20        | 1    | 2    | Gunta Vaičule             | Lettland               | 53,05 (,041) | 0SB0       |
| 21        | 2    | 4    | Tereza Petržilková        | Tjeckien               | 53,05 (,050) |            |
| 22        | 4    | 1    | Sara Gallego              | Spanien                | 53,13        |            |
| 23        | 5    | 3    | Maja Ćirić                | Serbien                | 53,36        |            |
| 24        | 3    | 3    | Sophie Becker             | Irland                 | 53,47        |            |
| 25        | 4    | 2    | Irini Vasiliou            | Grekland               | 53,62        | 0SB0       |
| 26        | 3    | 2    | Megan Moss                | Bahamas                | 54,03        |            |
| 27        | 2    | 2    | Micha Powell              | Kanada                 | 54,65        |            |
| 28        | 5    | 1    | Yanique Haye-Smith        | Turks- och Caicosöarna | 56,20        |            |

### Semifinaler
Kvalificeringsregler: De tre första i varje heat 0Q0 gick vidare till finalen.
Semifinalerna startade den 18 mars klockan 18:36.
| Placering | Heat | Bana | Namn                      | Nationalitet   | Tid   | Noteringar |
| --------- | ---- | ---- | ------------------------- | -------------- | ----- | ---------- |
| 1         | 1    | 4    | Stephenie Ann McPherson   | Jamaica        | 51,26 | 0Q0, 0SB0  |
| 2         | 1    | 5    | Femke Bol                 | Nederländerna  | 51,28 | 0Q0        |
| 3         | 2    | 5    | Shaunae Miller-Uibo       | Bahamas        | 51,38 | 0Q0, 0SB0  |
| 4         | 1    | 3    | Aliyah Abrams             | Guyana         | 51,57 | 0Q0, 0AR0  |
| 5         | 2    | 3    | Justyna Święty-Ersetic    | Polen          | 51,67 | 0Q0        |
| 6         | 2    | 4    | Lieke Klaver              | Nederländerna  | 51,81 | 0Q0        |
| 7         | 1    | 6    | Natalia Kaczmarek         | Polen          | 51,87 |            |
| 8         | 2    | 1    | Jessie Knight             | Storbritannien | 51,93 | 0SB0       |
| 9         | 2    | 2    | Modesta Justė Morauskaitė | Litauen        | 52,00 |            |
| 10        | 1    | 2    | Roxana Gómez              | Kuba           | 52,28 |            |
| 11        | 2    | 6    | Phil Healy                | Irland         | 52,40 |            |
| 12        | 1    | 1    | Ama Pipi                  | Storbritannien | 52,95 |            |

### Final
Finalen startade den 19 mars klockan 19:55.
| Placering | Bana | Namn                    | Nationalitet  | Tid   | Noteringar |
| --------- | ---- | ----------------------- | ------------- | ----- | ---------- |
| 1         | 6    | Shaunae Miller-Uibo     | Bahamas       | 50,31 | 0SB0       |
| 2         | 4    | Femke Bol               | Nederländerna | 50,57 |            |
| 3         | 5    | Stephenie Ann McPherson | Jamaica       | 50,79 | 0NR0       |
| 4         | 3    | Justyna Święty-Ersetic  | Polen         | 51,40 |            |
| 5         | 2    | Aliyah Abrams           | Guyana        | 52,34 |            |
| 6         | 1    | Lieke Klaver            | Nederländerna | 52,67 |            |